# Tiruvalangadu
Tiruvalangadu (Tamil: திருவாலங்காடு Tiruvālaṅkāṭu [ˈt̪iɾɯʋaːlʌŋɡaːɖɯ]; auch Thiruvalangadu, Tiruvalankadu) ist ein Dorf im südindischen Bundesstaat Tamil Nadu. Die Einwohnerzahl beträgt rund 6.300 (Volkszählung 2011).
Tiruvalangadu liegt im Taluk Tiruttani des Distrikts Tiruvallur im Norden Tamil Nadus gut 60 Kilometer westlich von Chennai (Madras), der Hauptstadt des Bundesstaates, und 40 Kilometer nördlich von Kanchipuram. Die nächstgrößere Stadt ist Arakonam. Rund fünf Kilometer südlich des Ortes befindet sich der Bahnhof Tiruvalangadu, der von der Chennaier Vorortbahn (Chennai Suburban Railway) bedient wird.

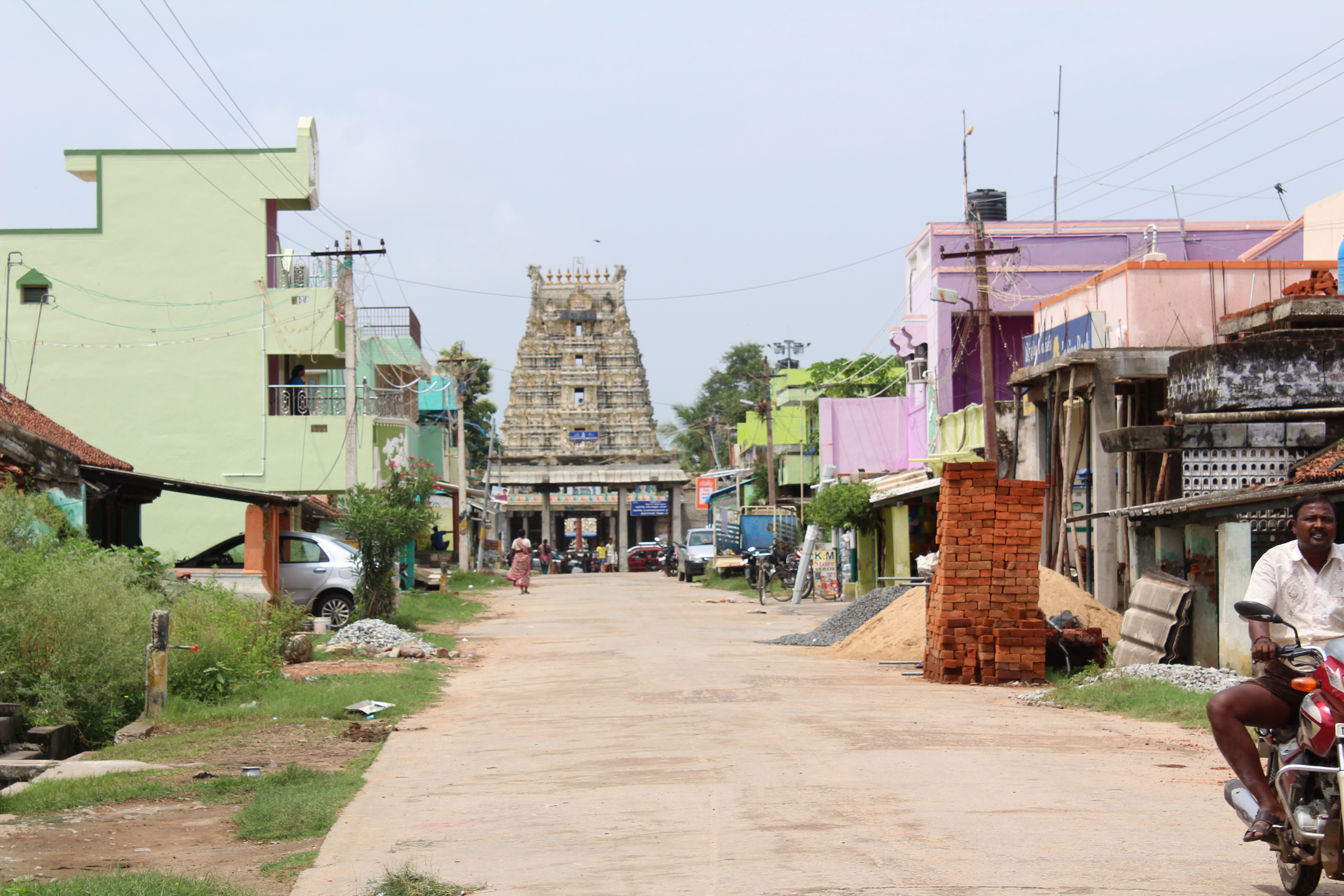
Ortsansicht mit Tempel

Tiruvalangadu beherbergt ein bedeutendes Hindu-Heiligtum, den Vadaranyeswarar-Tempel. Die ältesten Inschriften in dem Tempel gehen auf das 5. Jahrhundert zurück, in seiner heutigen Form stammt der Tempel aber aus der Chola-Zeit (12.–13. Jahrhundert). Der Tempel von Tiruvalangadu ist dem Gott Shiva gewidmet und zählt neben dem Nataraja-Tempel in Chidambaram, dem Minakshi-Tempel in Madurai und den Tempeln Tirunelveli und Courtallam zu den „fünf Tanzhallen“ (Pancha Sabha), einer Gruppe von fünf Tempeln, in denen Shiva in seiner Erscheinungsform als Nataraja, „König des Tanzes“, seinen kosmischen Tanz (Tandava) aufführt. Dem Mythos zufolge soll sich Shiva in Tiruvalangadu in einem Banyan-Wald (Tiruvalangadu bedeutet „heiliger Banyan-Wald“) 
einen Tanzwettstreit mit der Göttin Kali geliefert haben. Dabei habe er Kali besiegt, indem er seinen linken Fuß zur Urdhva-Tandava-Positur über seinen Kopf hob. Shivas Tanz in Tiruvalangadu wurde im 6. Jahrhundert von der Hymnendichterin Karaikal Ammaiyar besungen.